# Eliza Courtney
Eliza Courtney (Aix-en-Provence, 20 febbraio 1792 – Norwood, 2 maggio 1859) è stata una nobildonna inglese.

## Biografia
Eliza Courtney nacque in Francia. Era la figlia illegittima del politico e futuro primo ministro Charles Grey e di Georgiana, duchessa del Devonshire, mentre era sposata con William Cavendish, V duca di Devonshire.
La duchessa era stata costretta dal marito a rinunciare ad Eliza poco dopo la sua nascita. È stata portata a Falloden e crebbe con i nonni paterni.
A Georgiana era stato permesso di vedere la figlia di tanto in tanto, quando portavano Eliza a Londra e fu una sorta di madrina non ufficiale.
Eliza venne informata delle sue vere origini solo dopo la morte di Georgiana.

## Matrimonio
Nel 1809 la zia, Lady Hannah Althea Grey, vedova di George Bettesworth, sposò il Edward Ellice. Cinque anni dopo, il 10 dicembre 1814 a Scarborough, Eliza sposò il tenente colonnello Robert Ellice, fratello più giovane di Edward Ellice. Ebbero cinque figli:
- Robert Ellice (1 gennaio 1816-19 dicembre 1858), sposò Eglantine Charlotte Louisa Balfour, ebbero un figlio;
- Georgiana Ellice (12 ottobre 1817-12 ottobre 1907), sposò Hugh Horatio Seymour, ebbero due figli;
- Eliza Ellice (1818-8 marzo 1899), sposò Henry Brand, I visconte Hampden, ebbero dieci figli;
- Alexandra Ellice, sposò il reverendo H. Harvey[1], non ebbero figli;
- Charles Henry Ellice (1823-1888), sposò Louisa Caroline Lambton, non ebbero figli.

## Morte
Morì il 2 maggio 1859 a Norwood.

## Ascendenza
|                               |                   |                                          | Genitori                          |  |  | Nonni |  |  | Bisnonni                         |  |  | Trisnonni |  |
|                               |                   |                                          |                                   |  |  |       |  |  | sir Henry Grey, I baronetto Grey |  |  | John Grey |  |
|                               |                   |                                          |                                   |  |  |       |  |  | sir Henry Grey, I baronetto Grey |  |  | John Grey |  |
|                               |                   | Margaret Pearson                         |                                   |  |  |       |  |  | sir Henry Grey, I baronetto Grey |  |  |           |  |
| Charles Grey, I conte Grey    |                   |                                          |                                   |  |  |       |  |  | sir Henry Grey, I baronetto Grey |  |  |           |  |
|                               |                   | Hannah Wood                              | Thomas Wood                       |  |  |       |  |  |                                  |  |  |           |  |
|                               |                   | Hannah Wood                              | Thomas Wood                       |  |  |       |  |  |                                  |  |  |           |  |
|                               |                   | Hannah Wood                              | Mary Armorer                      |  |  |       |  |  |                                  |  |  |           |  |
| Charles Grey, II conte Grey   |                   | Hannah Wood                              |                                   |  |  |       |  |  |                                  |  |  |           |  |
|                               |                   | George Grey                              | George Grey                       |  |  |       |  |  |                                  |  |  |           |  |
|                               |                   | George Grey                              | George Grey                       |  |  |       |  |  |                                  |  |  |           |  |
|                               |                   | George Grey                              | Alice Clavering                   |  |  |       |  |  |                                  |  |  |           |  |
| Elizabeth Grey                |                   | George Grey                              |                                   |  |  |       |  |  |                                  |  |  |           |  |
|                               |                   | Elizabeth Ogle                           | Nathaniel Ogle                    |  |  |       |  |  |                                  |  |  |           |  |
|                               |                   | Elizabeth Ogle                           | Nathaniel Ogle                    |  |  |       |  |  |                                  |  |  |           |  |
|                               |                   | Elizabeth Ogle                           | Elizabeth Newton                  |  |  |       |  |  |                                  |  |  |           |  |
| Eliza Courtney                |                   | Elizabeth Ogle                           |                                   |  |  |       |  |  |                                  |  |  |           |  |
|                               | lord John Spencer | Charles Spencer, III conte di Sunderland |                                   |  |  |       |  |  |                                  |  |  |           |  |
|                               | lord John Spencer | Charles Spencer, III conte di Sunderland |                                   |  |  |       |  |  |                                  |  |  |           |  |
|                               | lord John Spencer | lady Anne Churchill                      |                                   |  |  |       |  |  |                                  |  |  |           |  |
| John Spencer, I conte Spencer | lord John Spencer |                                          |                                   |  |  |       |  |  |                                  |  |  |           |  |
|                               |                   | lady Georgiana Caroline Carteret         | John Carteret, II conte Granville |  |  |       |  |  |                                  |  |  |           |  |
|                               |                   | lady Georgiana Caroline Carteret         | John Carteret, II conte Granville |  |  |       |  |  |                                  |  |  |           |  |
|                               |                   | lady Georgiana Caroline Carteret         | Frances Worsley                   |  |  |       |  |  |                                  |  |  |           |  |
| lady Georgiana Spencer        |                   | lady Georgiana Caroline Carteret         |                                   |  |  |       |  |  |                                  |  |  |           |  |
|                               |                   | Stephen Poyntz                           | William Poyntz                    |  |  |       |  |  |                                  |  |  |           |  |
|                               |                   | Stephen Poyntz                           | William Poyntz                    |  |  |       |  |  |                                  |  |  |           |  |
|                               |                   | Stephen Poyntz                           | Jane Monteage                     |  |  |       |  |  |                                  |  |  |           |  |
| Margaret Poyntz               |                   | Stephen Poyntz                           |                                   |  |  |       |  |  |                                  |  |  |           |  |
|                               |                   | Anna Maria Mordaunt                      | hon. Lewis Mordaunt               |  |  |       |  |  |                                  |  |  |           |  |
|                               |                   | Anna Maria Mordaunt                      | hon. Lewis Mordaunt               |  |  |       |  |  |                                  |  |  |           |  |
|                               |                   | Anna Maria Mordaunt                      | Mary Collyer                      |  |  |       |  |  |                                  |  |  |           |  |
|                               |                   | Anna Maria Mordaunt                      |                                   |  |  |       |  |  |                                  |  |  |           |  |